# 지옥문 (1953년 영화)
《지옥문》(地獄門)은 1953년 개봉한 일본의 시대극 영화이다. 기누가사 데이노스케가 감독과 각본을 맡았다. 1954 칸 영화제 황금종려상, 로카르노 영화제 황금표범상, 1954 아카데미 외국어 영화상 수상작이다.

## 줄거리
헤이지 반란 동안, 사무라이 엔도 모리토는 다이묘의 여동생으로 변장하여 다이묘의 아버지와 진짜 여동생이 몰래 도망칠 시간을 벌어준 시녀 케사를 궁궐에서 호위하는 임무를 맡는다. 반란군이 그들의 마차를 공격했을 때 케사는 의식을 잃었고, 모리토는 그녀를 그의 형의 집으로 데려간다. 모리토의 형이 도착하자, 그는 자신도 반란에 참여하고 있으며 모리토에게 합류할 것을 제안한다. 모리토는 다이묘 다이라노 기요모리를 배신하기를 거부한다. 그와 케사가 안전해지자, 모리토는 형의 불충을 포함하여 반란에 대한 소식을 직접 기요모리에게 전달함으로써 기요모리에 대한 충성을 증명한다.
쿠데타가 실패한 후, 모리토는 케사를 다시 만난다. 그녀에게 반한 그는 반란을 진압하는 데 도움을 준 충성스러운 전사들에게 각자 소원을 들어주기로 한 기요모리 경에게 케사와의 결혼을 허락해 달라고 요청한다. 그는 케사가 이미 황실 경비대 사무라이 와타루와 결혼했다는 사실을 듣지만, 모리토는 자신의 소원을 들어달라고 요구한다. 케사는 모리토의 집념에 걱정하지만, 와타루는 그녀를 보호하겠다고 약속한다.
케사가 고토 음악을 연주하는 것을 들은 기요모리 경은 모리토에게 동정심을 느끼기 시작한다. 그는 모리토에게 케사를 차지할 기회를 주기로 결정한다. 모리토는 와타루가 참가하는 경마에 참가하여 그를 제치고 승리한다. 그러나 경주가 끝난 후, 그는 "경주를 잊자"는 만찬에서 와타루를 거의 공격하여 주변의 모든 사람들을 눈에 띄게 불안하게 만든다.
모리토는 케사에게 말을 걸러 간다. 케사의 요청으로 시녀 토네는 모리토에게 케사가 숙모를 만나러 갔다고 말한다. 모리토는 숙모의 집으로 가서 그 거짓말을 알아낸다. 그는 숙모에게 케사에게 아프다는 내용의 쪽지를 써서 케사가 자신을 보러 와야 한다고 주장하게 만든다. 케사는 모리토가 자신을 기다리고 있는 것을 보고 겁에 질린다. 모리토가 자신의 뜻대로 되지 않으면 와타루와 케사, 그리고 그녀의 숙모를 죽이겠다고 위협하자, 케사는 그에게 자신의 마음의 욕망을 채워주겠다고 말한다. 그녀는 모리토가 와타루를 죽이고 자신이 과부가 되면 그녀를 차지하겠다는 계획에 동의한다.
케사는 집으로 돌아와 토네에게 관대하게 행동하고 와타루에게 사랑스럽게 행동한다. 모두가 잠자리에 든 후, 모리토는 침실에 몰래 들어가 이불 아래에 있는 인물을 검으로 죽인다. 그는 자신이 케사를 죽였다는 것을 알고 경악한다. 케사가 자신의 광기에 자신이나 다른 사람을 노출시키기보다 스스로를 희생했다는 것을 깨달은 모리토는 와타루에게 속죄로 자신을 죽여달라고 헛되이 애원한다. 와타루가 죽은 아내를 애도하는 동안, 모리토는 안뜰에 무릎을 꿇고 사무라이 상투를 자르고 이후 승려로 살겠다고 맹세한다.

## 출연

### 주연
- 반도 코타로
- 하세가와 카즈오

### 조연
- 이시구로 타츠야
- 쿠로카와 야타로
- 쿄 마치코
- 모로 키쿠에
- 센다 코레야
- 시미즈 겐
- 타자키 준
- 우에무라 켄지로
- 야마가타 이사오

## 기타
- 원작자: 키쿠치 칸
- 의상: 와다 산조